# Wang Xinxin (voleibolista)
Wang Xinxin (Chinês: 王新欣; pinyin: Wáng Xīnxīn; Dezhou, 2 de abril de 1998) é uma voleibolista de praia chinesa.

## Carreira
Em 2016 disputou o Campeonato Mundial de Vôlei de Praia Sub-19 em Lárnaca, ocasião que ao lado de Cao Shuting finalizou na vigésima quinta posição.No ano de 2017 forma dupla com Xue Chen e foram vice-campeãs no Aberto de Natong pelo Circuito Mundial de Vôlei de Praia, categoria duas estrelas.Em 2018  disputou o Campeonato Asiático de Vôlei de Praia realizado em Satun  ao lado de Xia Xinyi e finalizaram n quarta posição

## Títulos e resultados
- Torneio 2* de Natong do Circuito Mundial de Vôlei de Praia:2017
- Campeonato Asiático:2018